# Halte de Denneville
La halte de Denneville était une halte ferroviaire française de la ligne de Carentan à Carteret, située sur le territoire de la commune de Denneville, dans le département de la Manche en région Normandie. 

## Situation ferroviaire
Établie à 19 m d'altitude, la halte de Denneville était située au point kilométrique (PK) 343,433 de la ligne de Carentan à Carteret, entre la gare de La Haye-du-Puits et la halte de Saint-Lô-d'Ourville.

## Histoire
Les travaux pour le passage du chemin de fer sur la commune ont débuté, le 29 décembre 1877. Une décision préfectorale fixe l'emplacement de la halte de Denneville. Il y est prévu une voie de service pour le chargement des marchandises. Elle est mise en service le 1er juillet 1889, lorsque la Compagnie des chemins de fer de l'Ouest ouvre à l'exploitation la première section, de La Haye-du-Puits à Carteret, de sa ligne de Carentan à Carteret.
Après avoir vu le service voyageurs être transféré en service routier le 26 septembre 1971 par la Société nationale des chemins de fer français (SNCF). Le déclassement de la ligne est publié au Journal Officiel le 10 avril 1996.